# Tropaeolum curvirostre
Tropaeolum curvirostre är en krasseväxtart som beskrevs av B. Sparre. Tropaeolum curvirostre ingår i släktet krassar, och familjen krasseväxter. Inga underarter finns listade i Catalogue of Life.